# Mbed

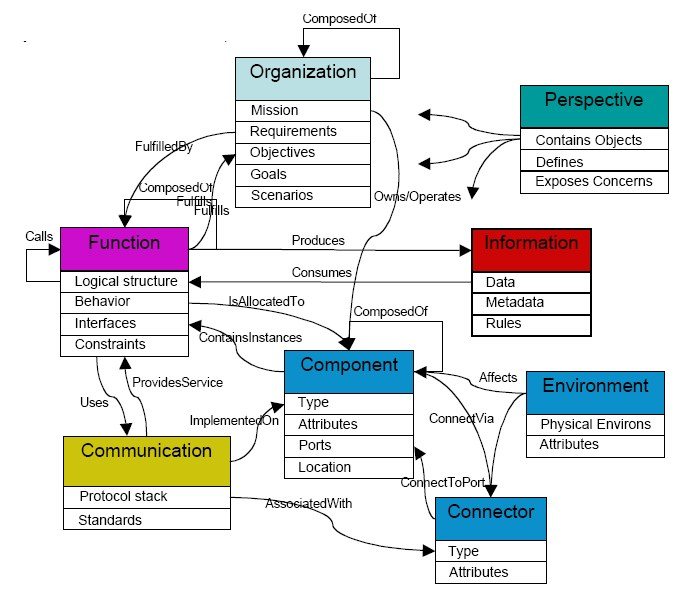
Fig. 1 Estructura sistema mbed

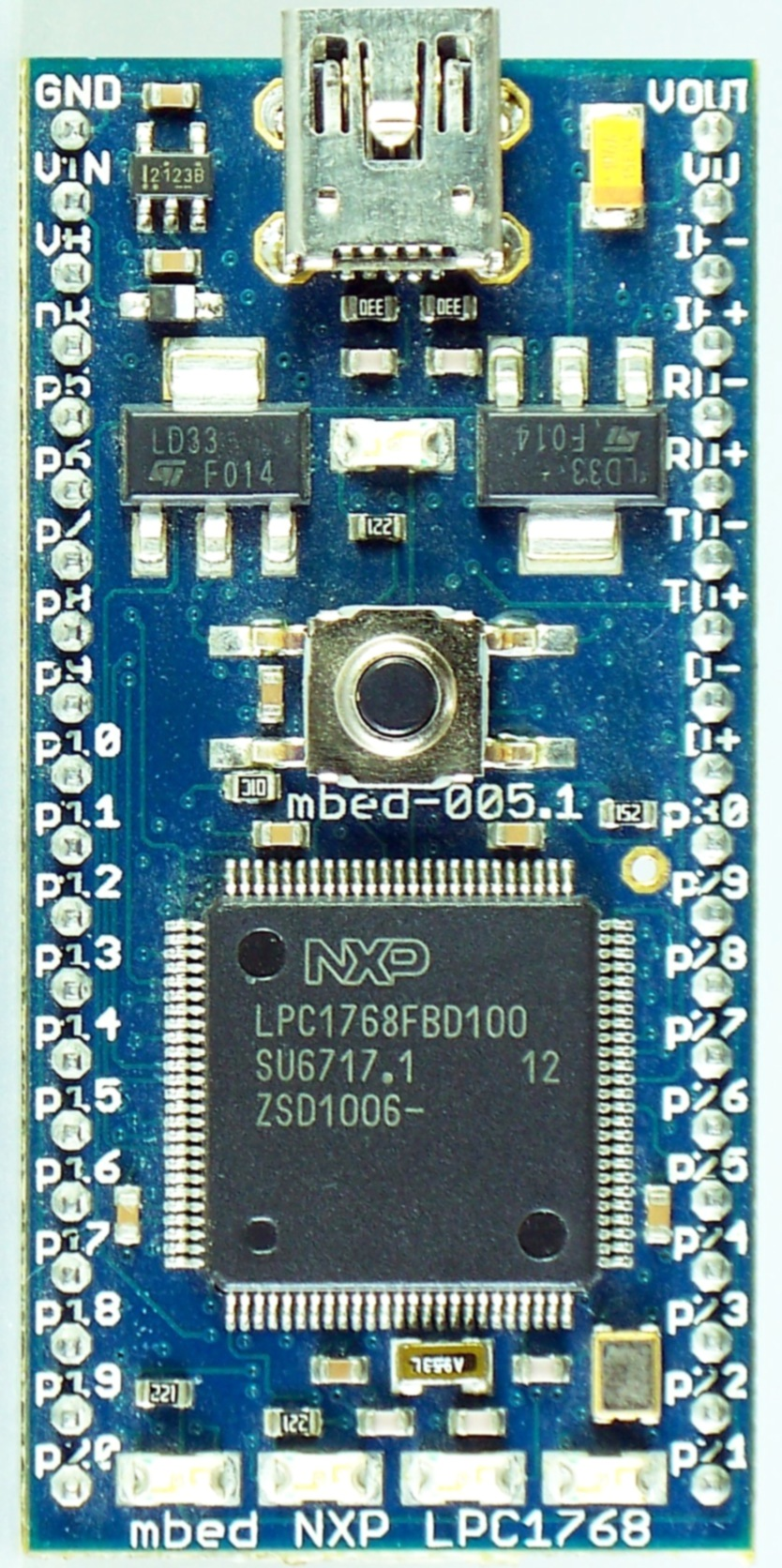
Fig.2 Exemple de circuit compatible mbed

mbed és una plataforma, sistema operatiu i servei de dades al núvol per a dispositus basats en microcontroladors de 32 bits del tipus ARM Cortex-M connectats a internet. mbed és de tipus codi obert. Aquest sistema i dispositius també es coneix per la internet de les coses. El sistema mbed és desenvolupat per l'empresa ARM i els seus socis i va ser creat el 21 de setembre de 2009.

## Desenvolupament de maquinari
La plataforma mbed disposa de diversos circuits de demostració i OEMs :
| Fabricant | Referència     | CPU       | Freqüència | Flash  | RAM   |
| --------- | -------------- | --------- | ---------- | ------ | ----- |
| NXP       | LPC1768        | CortexM3  | 96 MHz     | 512 KB | 32 KB |
| NXP       | LPC11U24       | CortexM0  | 48 MHz     | 32 KB  | 8 KB  |
| NXP       | FRDM-KL25Z     | CortexM0+ | 48 MHz     | 128 KB | 16 KB |
| NXP       | NXP LPC800-MAX | CortexM0+ | 30 MHz     | 16 KB  | 4 KB  |
| NXP       | LPC1114FN28    | CortexM0  | 48 MHz     | 32 KB  | 4 KB  |
| ST        | NUCLEO-F103RB  | CortexM3  | 72 MHz     | 128 KB | 20 KB |
| ST        | NUCLEO-L152RE  | CortexM3  | 32 MHz     | 512 KB | 80 KB |
| Nordic    | HRM1017        | CortexM0  | 16 MHz     | 256 KB | 16 KB |

## Desenvolupament de programari
Les aplicacions per a la plataforma mbed es desenvolupen mitjançant un entorn gratis de programació integrat en línia o IDE. Disposa d'un editor de codi i corresponent compilador en ARMCC C/C++. També es pot emprar altres compiladors tals com Keil µVision, IAR Embedded Workbench, i Eclipse.

## Sistema operatiu mbed
Prestacions ː
- Prestacions de connectivitat : Bluetooth, Wi-Fi, Thread, 6LoWPAN, RFID, NFC, LoRa LPWAN, Ethernet, Cel·lular.
- Codi obert
- Sistema operatiu en temps real.
- Comunitat en línia mbes està formada per més de 50 socis i centenars de milers de desenvolupadors individuals arreu del món.
- Tot tipus de biblioteca accessible incloent entrades/sortides, PWM, I2C, SPI i UART.

Versió del sistema operatiu mbed OS 5.4.0
Versió OS 5.7.4 (suporta les noves plataformes MTS Dragonfly, EMW3166, VBLUno51, introducció de CoAP 4.1.1).
Versió OS 5.7.5 (suporta les noves plataformes Laird BL600, STM32L082CZ i CMWX1ZZABZ-078, STM32L443RC i WISE-1510, GR-LYCHEE, iMXRT1050 EVK, NINA B1, MTS xDOT (MTB), WISE-1570 (MTB/MCB)).
Versió OS 5.7.6(suport per a l'accelerador Nuvoton M487 ECP Crypto, SERIAL_ASYNCH per a STM32F429ZI, velocitat de 220 MHz per a LPC54628 i l'ús de LPUART en mode stop per a STM32L0/4).
Versió OS 5.7.7 (suport per a Laird BL652, STEVAL-3DP001V1, UBLOX_C030_R410M i OSHChip).
Darrera versió OS 5.8 (suport del protocol RF anomenat LoRaWAN).

## Servei de dades al núvol mbed
- Suport de qualsevol dispositiu de la plataforma mbed.
- Manegament dels dispositius : actualització remota.
- Communicacions diverses : CoAP/HTTP, TLS DTLS i OMALWM2M. Comunicació amb els dispositius mitjançant REST APIs